# 步玑
步玑（？—272年），临淮淮阴人。三国时东吴将领，丞相步骘长孙，步协之子。
步协死后，步玑袭爵为临湘侯。
鳳凰元年（272年），吴帝孫皓徵召步玑叔父步闡為繞帳督，步闡因為自父親開始已長駐西陵，如今却被徵召離開，擔心是被指失職以及會有處罰，於是據西陵投降西晉，并派步玑的弟弟步璿去洛阳为质。西晋因而任步玑为监江陵诸军事、左将军，加散骑常侍，领庐陵太守，改封江陵侯。孙皓派陆抗攻西陵，同年破城，包括步玑、步阐在内步氏一族几被夷灭，只有做人质的步璿幸免。